# Ladomirová
Ladomirová és un poble i municipi d'Eslovàquia. Es troba a la regió de Prešov, al nord del país.

## Història
La primera referència escrita de la vila data del 1414.

## Demografia
| Godina             | 1994 | 2004    | 2014    | 2024   |
| ------------------ | ---- | ------- | ------- | ------ |
| Nombre de persones | 775  | 858     | 1016    | 1064   |
| Diferència         |      | +10,70% | +18,41% | +4,72% |

| Godina             | 2023 | 2024   |
| ------------------ | ---- | ------ |
| Nombre de persones | 1061 | 1064   |
| Diferència         |      | +0,28% |